# Nubische steenbok
De Nubische steenbok (Capra nubiana, soms ook gezien als ondersoort Capra ibex nubiana) is een wilde geit uit de Noordoost-Afrika en het Midden-Oosten.

## Uiterlijk
Van alle geitensoorten is de Nubische steenbok de soort met de langste en indrukwekkendste hoorns. De hoorns kunnen een lengte krijgen van tussen de 100 tot 120 cm en zijn voorzien van 24 tot 36 'knobbels'. In vergelijking met andere geitensoorten hebben deze dieren daarentegen weer korte oren.
De geiten hebben een flinke sik welke meestal een donkere kleur heeft en flink afsteekt tegen de lichtbruine vacht. Vanaf de ogen tot aan de neus loopt aan de zijkanten ook een lichtere kleur. De buik en poten (onder de knieën) zijn licht van kleur. Over de rug en over de lengte van de voorkant van de poten loopt een donkere streep.
Het dier wordt tussen de 140 tot 170 centimeter lang en heeft een schofthoogte van 65 tot 110 centimeter. De staartlengte ligt tussen de 15 en 25 centimeter. Vrouwtjes wegen tussen de 50 tot 100 kg en de mannetjes wegen maximaal 125 kg.

## Leefgebied
De Nubische steenbok komt voor in het Noordelijke puntje van Eritrea, in de bergachtige omgevingen aan de kust van Soedan. Bijna aan de gehele kuststrook van Egypte en het zuidelijke deel van het Sinaï gebied. Het dier wordt verder aangetroffen in Israël, Palestina, Westelijk Jordanië, Saoedi-Arabië, zuidelijke delen van Jemen en verspreide gebieden in Oman. Ook is het dier opnieuw geïntroduceerd in Syrië, in Libanon is het uitgeroeid. De wilde geit geeft de voorkeur aan rotsachtige omgevingen, bergen in woestijngebieden met veel steile wanden en kloven. Ook moet het gebied voldoende struiken en gras hebben.

## Voedsel
De ibex eet voornamelijk planten, kruiden, boomschors, bladeren, fruit en bloemen.

## Voortplanting
De dieren leven in kleine territoria van slechts enkele vierkante kilometers. Het leefgebied wordt gedeeld met andere ibexen maar de dieren brengen de meeste tijd alleen door. Als de paartijd aanbreekt, zo tussen september en november, beginnen de mannetjes te vechten om de vrouwtjes. Daarbij vinden soms hevige gevechten plaats waarbij de mannetjes elkaar met de enorme hoorns te lijf gaan. De winnaar benadert vervolgens het vrouwtje met een vast 'ritueel'. Hij benadert haar kruipend, maakt snelle bewegingen met de tong, kwispelt met zijn staart, maakt blaasgeluiden en hij maakt schopbewegingen. Ook sproeit hij met urine op plaatsen en smeert hij dit over zijn borst en kin.
Na de paring volgt een draagtijd van 150 tot 165 dagen waarna meestal 2 jongen worden geboren. De jongen blijven meestal enkele dagen verborgen totdat ze zich goed kunnen voortbewegen en dan sluiten ze zich aan bij hun moeder. De zoogperiode duurt gemiddeld tot hun 2e levensjaar hoewel het soms voorkomt dat dit aanhoudt tot hun 3e levensjaar.

## Bedreigd
De populatie van de Nubische steenbok loopt per generatie met ongeveer 10% terug. Naar schatting leven er in het wild nog tussen de 1200 tot 1400 exemplaren.
In de woestijngebieden van Israël heeft echter een herstel van de populatie plaatsgevonden, sinds in de eerste jaren van het bestaan van deze staat een jachtwet dit dier onder bescherming heeft geplaatst.

## Afbeeldingen

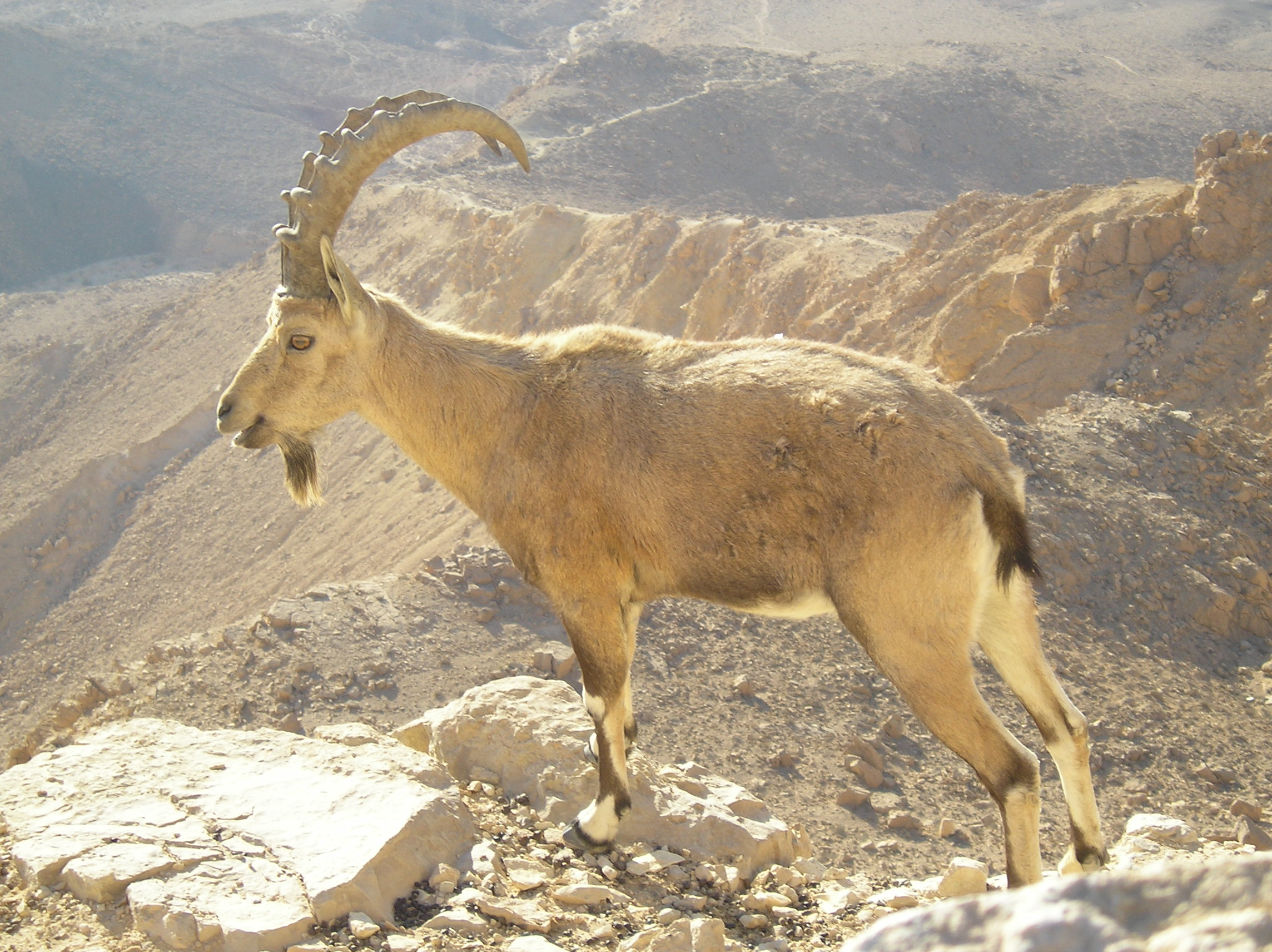
Nubische ibex in de Negev woestijn
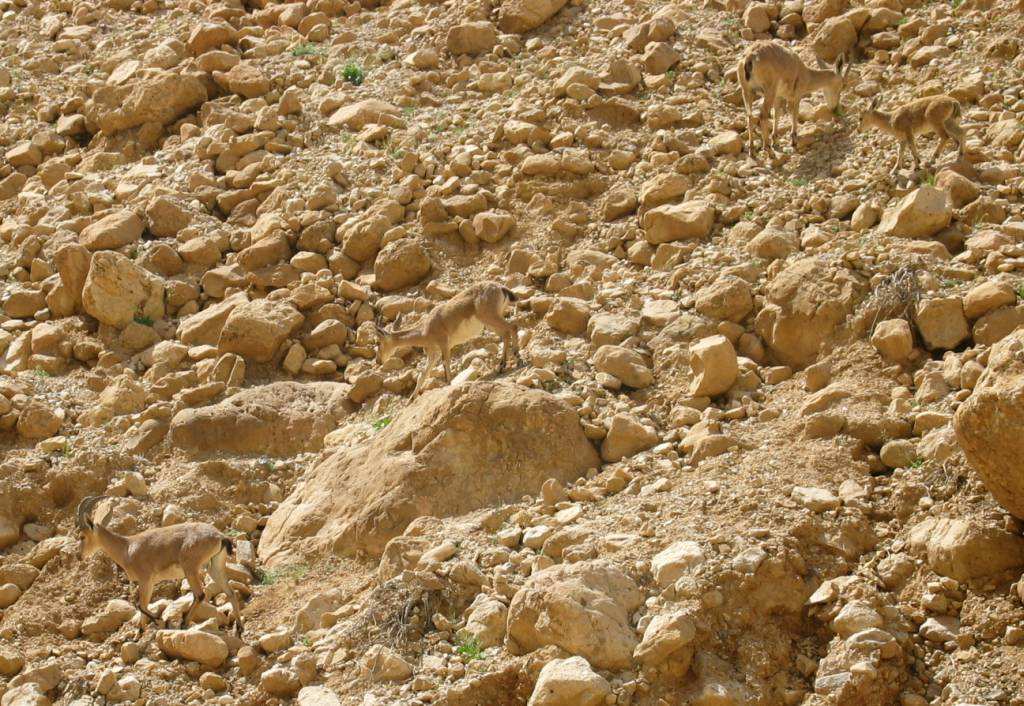
Perfecte schutkleuren
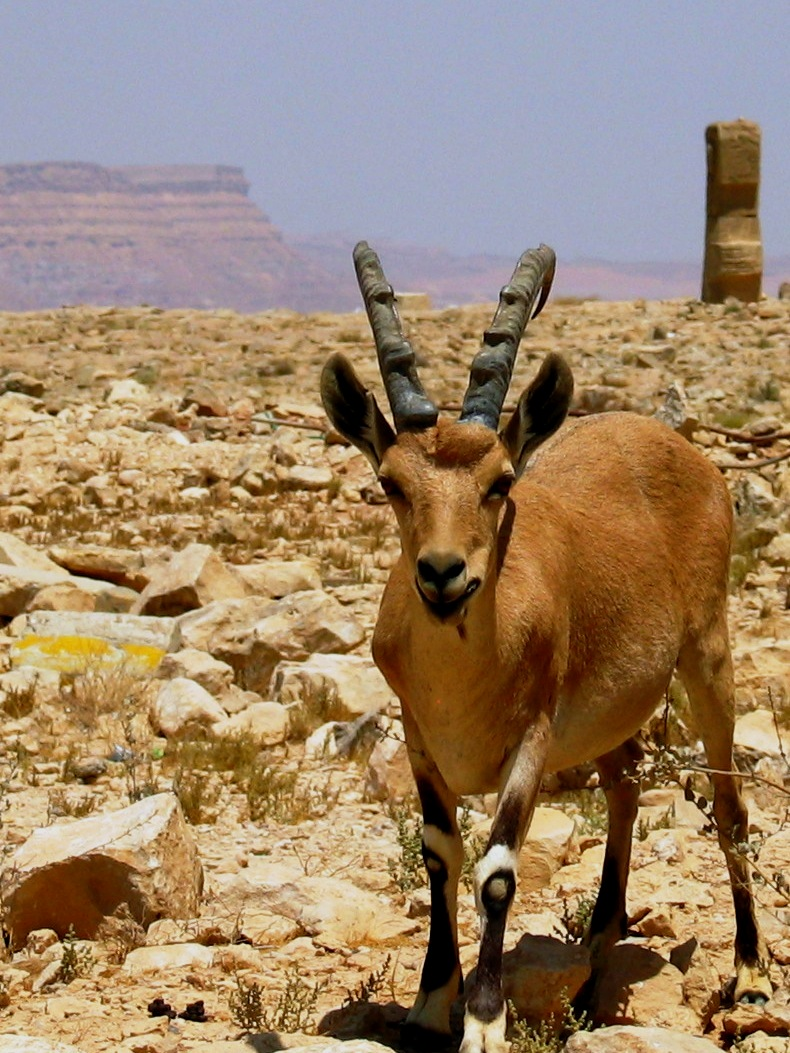
Nubische ibex in de Ramon krater